# Ajka BSK (szachy)
Ajka BSK – węgierski klub szachowy z siedzibą w Ajce.

## Historia
Istotną rolę w rozwoju klubu odegrał Árpád Csaba, który w latach 1995–2012 był jego dyrektorem wykonawczym. W 1996 roku klub zadebiutował w NB I, zajmując wówczas dwunaste miejsce. W 1999 roku zespół spadł z NB I. Do najwyższej klasy rozgrywkowej klub powrócił w 2021 roku. W sezonie 2021/2022 Ajka BSK zajął trzecie miejsce w Szuperlidze. W 2022 roku zespół zadebiutował w Pucharze Europy. Klub z Ajki wygrał wówczas z Le Cavalier Differdange, CA Paterna i SV Paul Keres, zremisował z Asnières – Le Grand Échiquier, SK Rockaden Stockholm i Moravską Slavią Brno oraz przegrał z Clichy-Echecs 92, zajmując w klasyfikacji końcowej 15. miejsce. W sezonie 2022/2023 klub ponownie zajął trzecią pozycję w mistrzostwach kraju. W Pucharze Europy zespół zajął czwarte miejsce, za Offerspill SK, 1. Novoborským ŠK i Göktürk Satranç SK. Ajka BSK wygrał wówczas sześć spotkań (z K Brugse SK, ŠK Dunajská Streda, ŠK Modra, SK Rockaden Stockholm, Elektroprivredą Nikšić i ŠK Ljubljana), a przegrał jedynie z Offerspill SK. Ponadto zespół zadebiutował wówczas w Pucharze Europy kobiet. Po zwycięstwach nad Rishon LeZion Chess Club, Asnières – Le Grand Échiquier, Teutą Durrës, MŠK Centar i CE Monte-Carlo oraz porażkach z ŠK Ljubljana i Superchess węgierski klub zajął drugie miejsce w klasyfikacji.
W 2024 roku Ajka BSK zdobył wicemistrzostwo Węgier, za Nagykanizsai SK. W Pucharze Europy drużyna męska zajęła dziesiąte miejsce. Drużyna kobieca natomiast wygrała z Rudarem Kostolac, MŠK Centar, SuperChess Club, Crveną zvezdą i Gambitem Bonnevoie, zremisowała z CE Monte-Carlo i przegrała z ŠK Ljubljana i w klasyfikacji końcowej zajęła drugą pozycję, za słoweńskim klubem. W sezonie 2024/2025 zespół zajął drugie miejsce w lidze węgierskiej.

## Zawodnicy
Zawodnikami klubu byli m.in.:

- Zoltán Almási[12]
- Bassem Amin[13]
- Bibisara Asaubajewa[14]
- Walerij Awieskułow[15]
- Étienne Bacrot[13]
- Imre Balog[16]
- Tamás Bánusz[12]
- Gerardo Barbero[1]
- Christian Bauer[12]
- Bela Chotenaszwili[17]
- Attila Czebe[12]
- Divya Deshmukh[14]
- Gleb Dudin[18]
- Zsóka Gaál[15]
- Hoàng Thanh Trang[17]
- Péter Horváth[12]
- Teodora Injac[17]
- Velimir Ivić[12]
- Bence Korpa[12]
- Maxime Lagarde[15]
- Walerij Łoginow[1]
- Peter Michalík[12]
- Arsenij Niestierow[18]
- Jerguš Pecháč[19]
- Péter Prohászka[12]
- Markus Ragger[12]
- Nurgyul Salimova[17]
- Aleksiej Sarana[16]
- Sanan Siugirow[18]
- Zoltán Varga[12]